# أحداث كاساس فيخاس
أحداث كاساس فيخاس (بالإسبانية: Sucesos de Casas Viejas) وسميت أيضًا مجزرة كاساس فيخاس (بالإسبانية: masacre de Casas Viejas)، وهي الأحداث التي وقعت بين 10 و 12 يناير 1933 في بلدة كاساس فيخاس الصغيرة بمقاطعة قادس، التي شكلت واحدة من أكثر الأحداث مأساوية في الجمهورية الإسبانية الثانية. وفتحت أزمة سياسية ضخمة في فترة السنتين الأولى للجمهورية وكانت بداية لفقدان الدعم السياسي والاجتماعي الذي أدى بعد أشهر إلى سقوط الحكومة الاشتراكية-الجمهورية مانويل أثانيا.

## البداية: التمرد الأناركي في يناير 1933
في الجلسة العامة الإقليمية لـ CNT التي عقدت يوم 1 ديسمبر 1932 في مدريد طلب اتحاد السكك الحديدية دعمًا لإعلان إضراب عام للمطالبة بزيادة الأجور. ولكنهم تراجعوا لأن أكثر من نصف أقسام الاتحاد يعتقدون أن الإضراب سيكون فاشلاً. إلا أن لجنة الدفاع الإقليمية في كاتالونيا استأنفت الفكرة بناءً على اقتراح خوان غارسيا أوليفر الراغب في تطبيق رياضة ثورية احتوت على خلق تمرد يمنع تقوية الجمهورية البورجوازية. واختير لها يوم 8 يناير 1933.
لم يكن للتمرد صدى واسع. فقد اتخذ الجيش والحرس المدني مواقع إستراتيجية في الأماكن المتوقع حدوث فيها الاضطرابات واعتقل قادة النقابات. في بعض أحياء برشلونة كانت هناك اشتباكات بين الأناركيين وقوات تطبيق القانون. وجرت اضرابات وحوادث بالمتفجرات وإعلان عن الشيوعية التحررية في بعض التجمعات السكانية في أراغون. وفي بلنسية خلقت المنظمات الأناركية النقابية الاضطرابات في عدة أماكن فيها، وفي العديد من بلداتها (مات فيها 4 أشخاص). ومات أيضا في تلك الاضطرابات حارس مدني وحارس اقتحام. وعندما أعاد الحرس المدني النظام تسبب في مقتل عشرة مدنيين.
وفي 10 يناير أعلنت اللجنة الوطنية الاتحاد الوطني للعمل أن التمرد -ولم تسمه إضرابًا- كان «ذا أهمية أناركية خالصة دون تدخل من الهيئة الفيدرالية على الإطلاق»، على الرغم من أنهم لم يدينوا ذلك، إلا أنه للوفاء «مع واجب التضامن والضمير». لكن تلك لم تكن ثورته التي كانت ستتم بضمانات واضحة وضوح الشمس.
كتبت جريدة CNT الرسمية في مدريد يوم 9 يناير في مقالها الافتتاحي «ليست ثورتنا»، بعد يومين أكدت «لاغالب ولامغلوب» وحملت السياسة القمعية مسؤولتها عن التمرد. فالنفس الطائفي للاشتراكيين الذين يمسكون بزمام السلطة ويستخدمونها ضد مصالح العمال. وبعدها بزمن طويل بالغ خوان غارسيا أوليفر في «صدى الخطوات» (1978) في نطاق التمرد الأناركي في يناير 1933، حيث اعتبرها المحرض الأكبر، ووصفها بأنها "أخطر المعارك بين التحرريين والدولة الإسبانية... مما حدا بأن تفقد الأحزاب الجمهورية والحزب الاشتراكي نفوذهم بين غالبية الأسبان".

## تسلسل الأحداث
كانت مقاطعة قادس إحدى المقاطعات التي أشعلت اللجان الأناركية المحلية فيها أعمال شغب. فقررت الحكومة في 10 يناير 1933 إرسال مجموعة من حرس الاقتحام بقيادة النقيب مانويل روخاس فييسيسبان. فوصلوا شريش في يوم 11، وأُبلغوا أن خطوط الهاتف قد قطعت في كاساس فيخاس، البالغ عدد سكانها حوالي 2000 نسمة بالقرب من مدينة شذونة وأنها جزء من بلدية بينالوب-كاساس فايخاس. في ليلة 10 - 11 يناير 1933 حاصرت مجموعة من الفلاحين المنتمين إلى الاتحاد الوطني للعمل CNT ومسلحين بالبنادق مقر الحرس المدني في كاساس فيخاس، حيث كان فيها ثلاثة حراس ورقيب. وجرى تبادل إطلاق النار فأصيب الرقيب والحارس بجروح خطيرة -مات الأول في اليوم التالي؛ اما الثاني فمات بعد يومين-.
في الساعة الثانية بعد ظهر يوم 11 يناير، وصلت مجموعة من 12 حارسًا مدنيًا بقيادة رقيب إلى كاساس فيخاس وأطلقوا أصحابهم المحجوزون في المقر واحتلوا البلدة. وخوفاً من الانتقام، هرب العديد من السكان وأغلق آخرون منازلهم. وبعدها بثلاث ساعات أرسل ملازم مجموعة ثانية من قوات إنفاذ القانون المؤلفة من أربعة من الحرس المدني وإثني عشر من حرس الاقتحام، وبدأوا باعتقال المشتبه بهم في الهجوم على الثكنات، وبعد تعرضهم للضرب ابلغا عن طفلين وشيخ كبير عمره 72 عامًا يعمل بالفحم وكان يتوجه أحيانًا إلى مقر نقابة CNT. عند محاولة الدخول المنزل بالقوة، بدأ الذين بداخلهم اطلاق النار وقتل حارس اقتحام عند المدخل وأصيب آخر. وفي الساعة العاشرة ليلا، بدأ الهجوم على الكوخ دون جدوى. وبعد منتصف الليل وصلت وحدة ثالثة للنظام العام مؤلفة من أربعين من حرس الاقتحام بقيادة الكابتن روخاس، الذي تلقى أمر من المدير العام للأمن في مدريد بوضع حد للتمرد وفتح النار «ضد جميع الذين هاجموا القوات». فأعطى الكابتن روخاس الأوامر بإطلاق النار بالبنادق والمدافع الرشاشة على الكوخ ثم أمر بإشعال النار فيه. فقتل رجل وامرأة عند هروبهما من النار. وقتل حرقا ستة أشخاص داخل الكوخ. والناجية الوحيدة هي ماريا سيلفا كروز التي تمكنت من الخروج حاملة طفلها بين ذراعيها.
في حوالي الساعة الرابعة من صباح يوم 12 استراح النقيب روخاس ورجاله إلى النزل حيث قاموا بتشييد مقر لهم. فأرسل النقيب برقية إلى المدير العام للأمن بالنص التالي: «قتيلان. بقية الثوريين اشتعلت فيها النيران». وخلال الصباح أمر النقيب بالقبض على أبرز المقاتلين المتشددين في المدينة، وأصدر تعليمات بإطلاق النار عند أي مقاومة. فقتلوا رجلاً عجوزًا رفض فتح باب منزله وصرخ قائلا:«لا تطلقوا النار! أنا لست فوضويًا» واحتجزوا اثني عشر شخصًا مكبلي الأيدي في الكوخ المحروق. وعرضوا عليهم جثة العسكري الميت، ثم قتلهم النقيب روخاس والحرس بدم بارد. وفي بيان النقيب روخاس أمام اللجنة البرلمانية للتحقيق في الوقائع قال:
وبعدها غادروا المدينة وانتهت المذبحة. مات تسعة عشر رجلاً وامرأتان وطفل. ونال ثلاثة حراس نفس المصير. استغرقت معرفة حقيقة الأحداث وقتا لأن الأقوال الأولى ذكرت أن جميع الفلاحين قتلوا في الكوخ، وقد بدأت الجمهورية الثانية بالفعل مأساتها. وكتب أحد شهود العيان وهو من حرس الاقتحام بعد أيام من القتل:«كنا هناك حتى نهاية الاعتقالات، وقد كانت الساعة الرابعة وخمس صباحا حيث سمعنا آخر الطلقات». ومن الأعمال الأخرى التي قامت بها تلك القوات ووفقًا لآخر التحقيقات والتوضيحات: قُتل شخصان آخران، أحدهما بالرصاص وتلقى الآخر ضربًا وحشيًا قضى عليه. ويكون مجموع القتلى ستة وعشرون أو ثمانية وعشرون إذا أضيف إليهم اثنان ماتا بنوبة قلبية نتيجة المأساة التي عانوا منها خلال تلك الأيام: إحداهما والدة أحد المشاركين الذين تم سجنهم، والتي توفيت في غضون أيام قليلة بأزمة قلبية. والآخر كان جد أحد القتلى، فأصيب بنوبة قلبية قاتلة.

## التداعيات
أضحت الحقائق معروفة في بقية إسبانيا، فكانت فضيحة صحفية وبرلمانية كبيرة صدمت المجتمع الإسباني. أصبحت أحداث كاساس فيخاس مشكلة سياسية خطيرة لحكومة مانويل أثانيا الاشتراكية-الجمهورية الذي اضطر لتحمل مضايقات اليسار واليمين على حد سواء، والتي قدمت في الكورتيس العديد من الاستجوابات (أطلق دييغو مارتينيز باريو من الحزب الجمهوري الراديكالي على حكومة أثانيا لقب حكومة «الطين والدم والدموع»). تملصت الحكومة عن مسؤوليتها في المذبحة. ولكن في 24 فبراير وافق الكورتيس بأغلبية 173 صوتًا مؤيدًا و 130 صوتًا معارض على إنشاء لجنة للتحقيق في الأحداث التي وقعت. وفي 15 مارس، أعدت اللجنة تقريرًا نهائيًا اعترفت فيه بوجود عمليات الإعدام ولكنها برأت الحكومة. "اتهام في التواطؤ بالقمع المفرط - تعميم أخبار كاذبة بأن أثانيا قد أمر الحرس: لا جرحى ولا سجناء، الطلقات على البطن. ربما كانت الحكومة قد تخطت التحقيق البرلماني واقتراحين بحجب الثقة بالكورتيس، ولكن هذا لم يمنع من أنها تلطخت بفضيحة كان ضرر كاساس فيخاس هائلا على المدى المتوسط"، فأقيل المدير العام للأمن الجنرال خوسي سانخورخو وعين بدلا منه الجنرال كابانياس. وحوكم النقيب روخاس في مايو 1934 في قادس وحُكم عليه بالسجن لمدة 21 عامًا بتهمة قتل 14 شخصًا، ولكن أطلق سراحه بعد الانتفاضة العسكرية في يوليو 1936، وانضم إلى جيش المتمردين برتبة نقيب المدفعية وشارك في الحرب في غرناطة.
وفي يوليو 1934 حوكم 26 مزارعًا من كاساس فيخاس على جرائم حيازة أسلحة حرب وتنفيذ أفعال ضد القوات المسلحة. تمت تبرئة عشرة أما الباقي فقد حكم عليهم بالسجن بأحكام تتراوح مابين سنة إلى ست سنوات.